# Thomas Vermaelen
Thomas Vermaelen (Kapellen, 14 november 1985) is een Belgisch voetbaltrainer en voormalig voetballer die doorgaans in de verdediging speelde. Hij was speler voor RKC Waalwijk, Ajax, Arsenal, FC Barcelona, AS Roma en Vissel Kobe. Vanaf februari 2022 tot maart 2023 was hij assistent-bondscoach (T2) bij het Belgisch voetbalelftal. Sinds augustus 2023 is hij hoofdcoach van de U20 bij de Rode Duivels. Vermaelen debuteerde in 2006 in het Belgisch voetbalelftal, waarvoor hij vijfentachtig interlands speelde en twee doelpunten maakte. Hij behaalde met België een derde plaats op het WK in 2018.

## Clubcarrière

### Germinal Ekeren en Germinal Beerschot
Vermaelen begon met voetballen bij Germinal Ekeren (1991–1999). Later fuseerde die met Beerschot VAC en werd de naam gewijzigd in Germinal Beerschot (1999–2003).

### Debuut bij Ajax
Ajax werkte samen met Germinal Beerschot en in 2003 vertrok Vermaelen van Antwerpen naar Amsterdam. Hij kreeg er het rugnummer 4 op zijn shirt. Hij debuteerde op 15 februari 2004 tegen FC Volendam in de hoofdmacht. Hij begon meteen in de basis en uiteindelijk won Ajax met 2–0. Het was het enige optreden dit seizoen voor de toen negentienjarige verdediger. Vermaelen zat in de A-kern en werd met Ajax kampioen.

#### Verhuur aan RKC Waalwijk
Omdat Vermaelen in zijn tweede seizoen voor de Amsterdammers niet aan spelen toe kwam, werd hij begin januari 2005 verhuurd tot het einde van het seizoen aan RKC Waalwijk. Voor zijn ontwikkeling als jonge talentvolle speler is het noodzakelijk om op het hoogste niveau ervaring op te doen. Mede door de grote concurrentie wist de verdediger nog niet definitief door te breken in het eerste elftal. Hij speelde voor RKC Waalwijk uiteindelijk dertien wedstrijden als basisspeler, waarin hij tweemaal tot scoren kwam.

#### Titularis bij Ajax
Zijn grote doorbraak kwam er na zijn terugkeer naar Ajax in het seizoen 2005/06. Hij stond vaak centraal in de verdediging met Jaap Stam aan zijn zijde. Hij debuteerde dit seizoen ook in de UEFA Champions League tegen Arsenal waar hij de uitblinker was, ondanks het 1–2 verlies. In zijn eerste seizoen als basisspeler, zijn derde voor Ajax, kwam hij achtendertig keer in actie. Hierin kwam hij viermaal tot scoren. De club won op 7 mei 2006 de KNVB beker tegen PSV met 2–1 in De Kuip. Vermaelen speelde de volledige wedstrijd en pakte geel. Zijn prestaties werden beloond met een selectie voor de Rode Duivels. Bij Ajax wordt hij uitgeroepen tot hét grote nieuwe talent.
In het seizoen 2006/07 pakte Vermaelen opnieuw de KNVB beker, ditmaal tegen AZ. Vermaelen speelde negentig minuten. Na verlenging was het 1–1 en versloeg Ajax AZ na een reeks strafschoppen. Dit was meteen de tweede beker op zijn palmares. Vermaelen werd dit seizoen opnieuw uitgespeeld als centrale verdediger. Tijdens het seizoen 2008/09 werd Vermaelen aanvoerder bij Ajax na het vertrek van Klaas-Jan Huntelaar. Hij speelde 143 keer voor Ajax waarin hij tien keer tot scoren kwam. Hij had er nog een contract tot 2012.

### Arsenal
Op 19 juni 2009 verruilde Vermaelen Ajax voor Arsenal. De Engelse topclub betaalde circa 12 miljoen euro aan Ajax. Daarmee was hij, op dat moment, de op een na duurste Belgische transfer in de geschiedenis, na die van Marouane Fellaini. Everton legde in 2008 € 20.000.000,- op tafel voor de middenvelder van Standard. Met dat transferbedrag is de Antwerpenaar ook de duurste verdediger uit de geschiedenis van de club. Hij tekende een contact tot medio 2013 bij de club uit Noord-London. Zo werd hij naast Vincent Kompany (Manchester City), Marouane Fellaini (Everton) en Ritchie De Laet (Manchester United) de vierde Belg in de Premier League. Hij was dit seizoen de enige aanwinst voor Arsenal die ingelijfd werd. Hij moest er samen met centrale verdediger William Gallas, een Franse international, voor het slot op de deur zorgen.
Bij zijn competitiedebuut voor Arsenal wist hij direct te scoren. In de zevenendertigste minuut van de uitwedstrijd tegen Everton kopte hij een vrije trap van Robin van Persie tegen de touwen, waarmee hij voor een 0–2-tussenstand zorgde. De wedstrijd eindigde uiteindelijk in 1–6.. Ook de daaropvolgende wedstrijden bleek hij een meerwaarde. Ook in de competitie bleek hij uiterst doelgericht met twee doelpunten tegen Wigan Athletic. Zijn sterke competitiestart werd in augustus beloond met de EA Sports Player of the Month Award, de trofee voor de beste speler van de maand. In september ontving hij de prijs voor een tweede maal op rij.. Hij is de eerste nieuwe aankoop die deze eer te beurt valt. Vermaelen heeft zich snel aan het team aangepast. Ook op internationaal vlak worden zijn kwaliteiten erkend, hij werd door de UEFA namelijk opgenomen in de selectie voor de beste ploeg van het jaar 2009. Zijn prestaties bij Arsenal gingen ook in België niet onopgemerkt voorbij, in januari 2010 werd Vermaelen op het gala van de Gouden Schoen verkozen tot Beste Belg in het Buitenland in het jaar 2009. Vermaelen stond op het einde van het seizoen in het droomelftal van de Premier League, van een uitstekend debuutseizoen gesproken. Hij stond altijd in de basis totdat hij op speeldag 34 in een wedstrijd tegen Tottenham uitviel met een kuitblessure.
In het seizoen 2010/2011 werkte hij slechts drie wedstrijden af als gevolg van een zware achillespeesblessure. Ondanks de blessures tekent hij er een contractverlenging tot medio 2015. Het seizoen erna, seizoen 2011/2012, kreeg hij opnieuw een blessure aan de andere achillespees. 'De Verminator' werd geopereerd en kon al redelijk snel weer aanspraak maken op een selectie van Arsenal. In zijn eerste wedstrijden van het seizoen scoorde hij al meteen drie keer. Hij groeide uit tot een van de steunpilaren in de verdediging van de Gunners. Aan het begin van het seizoen 2012/13 benoemde Arsène Wenger Vermaelen tot aanvoerder van Arsenal na het vertrek van Robin van Persie naar Manchester United. Het seizoen daarvoor was Vermaelen reeds de vice-aanvoerder.
Vermaelen speelde op 14 december 2013 in de uitwedstrijd bij Manchester City zijn honderdste wedstrijd in de Premier League. Vermaelen verving in de tweeënveertigste minuut Laurent Koscielny in de wedstrijd die uiteindelijk met 6–3 verloren ging. Vermaelen won op 17 mei 2014 zijn eerste prijs met Arsenal door in de FA Cup finale op Wembley met 3–2 (na verlenging) van Hull City te winnen. Vermaelen bleef de hele wedstrijd op de bank.
Aangekondigd vertrek: in het seizoen seizoen 2013/2014 zat Vermaelen, als aanvoerder, vaker dan hem lief is op de bank bij Arsenal. De linksvoetige verdediger had nog maar een jaar contract in het Emirates Stadium en wilde niet bijtekenen. Hierdoor wilde Arsenal hem verkopen, zodat de club nog een transfersom kon vangen. Er was interesse van Manchester United waar trainer Louis Van Gaal hem er dolgraag bij wou en van FC Barcelona. Ondanks het vele blessureleed speelde Vermaelen in vijf jaar honderdvijftig keer voor Arsenal waarin hij vijftien keer wist te scoren.

### FC Barcelona
Op 9 augustus 2014 werd bekendgemaakt dat FC Barcelona hem voor circa 19 miljoen euro overnam van Arsenal. Vermaelen tekende bij FC Barcelona een contract voor vijf jaar en werd zo ploeggenoot van levende legende Lionel Messi. Hij kreeg in zijn eerste seizoen bij Barcelona rugnummer 23 toegewezen. Door blessureleed kwam Vermaelen bijna zijn hele eerste seizoen niet in actie. Op 6 mei 2015 zat hij voor de eerste keer bij de wedstrijdselectie, voor een wedstrijd in de halve finale van de UEFA Champions League tegen Bayern München. Vermaelen maakte op 23 mei 2015, tijdens de laatste speelronde van de Primera División, zijn officiële debuut voor Barça, thuis tegen Deportivo La Coruña (2–2). De week ervoor stelde de club de titel veilig. Vermaelen begon in de basis en werd na ruim een uur spelen vervangen door Douglas Pereira. Hij won op 6 juni 2015 met FC Barcelona voor de eerste keer in zijn carrière de UEFA Champions League, hoewel hijzelf daarin geen seconde meedeed dat seizoen. Hetzelfde gold voor het dat jaar gewonnen toernooi om de Copa del Rey. Vermaelen maakte op 29 augustus 2015 voor het eerst een doelpunt in dienst van Barcelona. Hij schoot die dag tijdens een competitiewedstrijd tegen Málaga in de drieënzeventigste minuut het enige doelpunt van de wedstrijd binnen. In zijn tweede seizoen won Vermaelen zijn tweede titel in de Primera División en zijn tweede Copa del Rey. Mede door blessures kwam hij in twee seizoenen tot slechts eenentwintig officiële wedstrijden.

#### Verhuur aan AS Roma
Op 8 augustus 2016 werd bekend dat Vermaelen door Barcelona voor een seizoen verhuurd zou worden aan het Italiaanse AS Roma, dat tevens een optie tot aankoop had. In het team van trainer Luciano Spalletti hoopt Vermaelen meer speelminuten te vergaren. Bij AS Roma stond op dat moment ook landgenoot Radja Nainggolan onder contract. Hij begon het seizoen als titularis. Op 17 augustus 2016 debuteerde Vermaelen in het shirt van AS Roma. Op die dag speelde hij met Roma een uitwedstrijd in de derde voorronde van de UEFA Champions League tegen FC Porto. Vermaelen kreeg in de slotfase van de eerste helft zijn tweede gele kaart van de Nederlandse scheidsrechter Björn Kuipers. De wedstrijd eindigde in een 1–1 gelijkspel. Mede door blessures werd de aankoopoptie in het huurcontract niet gelicht. Voor de club uit de Serie A kwam hij slechts twaalf keer in actie.

#### Terugkeer naar FC Barcelona
Omdat de aankoopoptie niet gelicht werd door AS Roma keerde Vermaelen in het seizoen 2017/18 terug naar Barcelona. Hij moet er de concurrentie aangaan met een andere linksvoetige verdediger Samuel Umtiti die overgekomen was van Olympique Lyon. Vermaelen won zijn derde titel en derde beker met de club. In het seizoen 2018/19 won Vermaelen zijn vierde en laatste titel bij Barcelona. Zijn contract liep af en kreeg geen nieuw aanbod meer omwille van de aanhoudende blessurelast. Aan het einde van het seizoen werd hij gelinkt aan Beşiktaş, Watford en Anderlecht. Hij kwam in zijn twee laatste seizoenen voor de blaugrana tweeëndertig keer in actie.

### Vissel Kobe
Op 27 juli 2019 werd Vermaelen voorgesteld bij het Japanse Vissel Kobe, dat uitkomt in de J1 League. Vissel Kobe kon Vermaelen transfervrij overnemen nadat zijn contract bij de Spaanse grootmacht Barcelona niet verlengd werd. Hij tekende een contract voor tweeëneenhalf seizoen bij de club van de Duitse trainer Thorsten Fink (ex-Bayern Munchen). Bij de Japanse club werd hij herenigd met oud-ploeggenoten Andrés Iniesta, David Villa, Sergi Samper (allen bij Barcelona) en met Lukas Podolski (bij Arsenal). De Rode Duivel doorstond zijn medische tests succesvol. Vermaelen was pas de derde landgenoot die in Japan ging voetballen. Oud-international Lorenzo Staelens (Oita Trinita) en Kevin Oris (Kyoto Sanga) gingen hem voor. Op 10 augustus 2019 maakte Vermaelen zijn officiële debuut voor Vissel Kobe in een uitwedstrijd tegen Oita Trinita. Hij stond meteen in de basis. De einduitslag was 1–1.
Op 1 januari 2020 won Vermaelen met Vissel Kobe de finale van de Beker van de keizer, vergelijkbaar met de KNVB Beker, tegen Kashima Antlers met 2–0. De eindstand stond al voor de rust op het scorebord. Het was de vierde club waarmee Vermaelen erin slaagde een beker in de hoogte te steken. De finale was de eerste voetbalmatch in het olympische stadion voor 2020 in Tokio. Het is ook de eerste keer in hun geschiedenis dat Vissel Kobe de beker pakt. Hierdoor is de ploeg meteen geplaatst voor de AFC Champions League. In de competitie eindigde Vissel Kobe, ondanks de grote namen in de ploeg, op een teleurstellende achtste plaats in de J1 League. In zijn eerste seizoen in Japan kwam Vermaelen twaalf keer in actie.
Vermaelen won met Vissel Kobe op 8 februari 2020 de Japanse Supercup. Na de reguliere speeltijd stond het 3–3 tegen landskampioen Yokohama F. Marinos. In de beslissende strafschoppenreeks ging onder meer Vermaelen de mist in, maar de Rode Duivel zag zijn ploeg toch winnen. Vermaelen pakte hierdoor zijn tweede clubprijs, nadat hij eerder al de Japanse beker werd gewonnen.
Op 15 mei 2021 scoorde Vermaelen zijn eerste doelpunt voor Vissel Kobe. Met een raket in de kruising redde Vermaelen toch nog een punt tegen Cerezo Osaka.
Half december 2021 besliste de club om het contract van Vermaelen, dat afloopt op 31 januari 2022, niet te verlengen. Vermaelen speelde in totaal 57 wedstrijden voor Vissel Kobe, waarin hij een keer scoorde en twee assists gaf.
Op 21 januari 2022 kondigde Vermaelen het einde van zijn voetbalcarrière aan en werd bekendgemaakt dat Vermaelen de nieuwe assistent van bondscoach Roberto Martínez zou worden bij België.

## Clubstatistieken

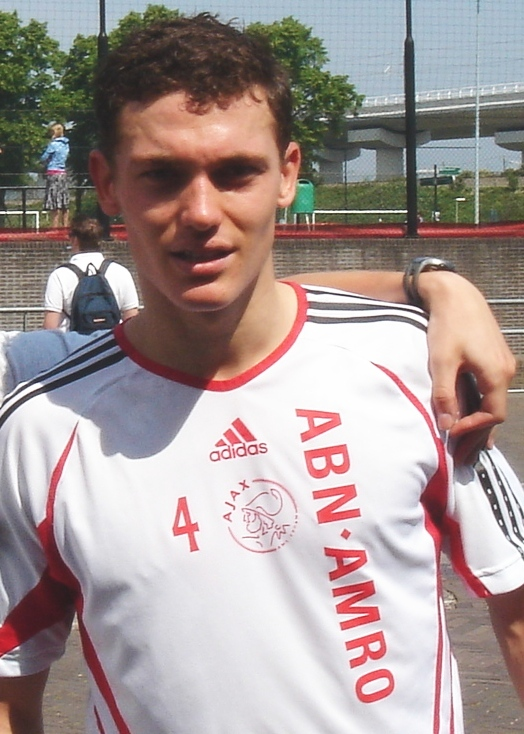
Vermaelen bij Ajax

| Seizoen     | Club           | Competitie       | Competitie | Competitie | Beker | Beker | Internationaal | Internationaal | Overig | Overig | Totaal | Totaal |
| Seizoen     | Club           | Competitie       | Wed.       | Dlp.       | Wed.  | Dlp.  | Wed.           | Dlp.           | Wed.   | Dlp.   | Wed.   | Dlp.   |
| ----------- | -------------- | ---------------- | ---------- | ---------- | ----- | ----- | -------------- | -------------- | ------ | ------ | ------ | ------ |
| 2003/04     | Ajax           | Eredivisie       | 1          | 0          | 0     | 0     | 0              | 0              | 0      | 0      | 1      | 0      |
| Club Totaal | Club Totaal    | Club Totaal      | 1          | 0          | 0     | 0     | 0              | 0              | 0      | 0      | 1      | 0      |
| 2004/05     | → RKC Waalwijk | Eredivisie       | 13         | 2          | 1     | 0     | —              | —              | —      | —      | 14     | 2      |
| Club Totaal | Club Totaal    | Club Totaal      | 13         | 2          | 1     | 0     | 0              | 0              | 0      | 0      | 14     | 2      |
| 2005/06     | Ajax           | Eredivisie       | 24         | 3          | 4     | 1     | 5              | 0              | 4      | 0      | 37     | 4      |
| 2006/07     | Ajax           | Eredivisie       | 23         | 0          | 5     | 0     | 7              | 0              | 5      | 0      | 40     | 0      |
| 2007/08     | Ajax           | Eredivisie       | 19         | 1          | 0     | 0     | 3              | 0              | 1      | 0      | 23     | 1      |
| 2008/09     | Ajax           | Eredivisie       | 31         | 4          | 2     | 0     | 9              | 1              | —      | —      | 42     | 5      |
| Club Totaal | Club Totaal    | Club Totaal      | 98         | 8          | 11    | 1     | 24             | 1              | 10     | 0      | 143    | 10     |
| 2009/10     | Arsenal        | Premier League   | 33         | 7          | 1     | 0     | 11             | 1              | —      | —      | 45     | 8      |
| 2010/11     | Arsenal        | Premier League   | 5          | 0          | 0     | 0     | 0              | 0              | —      | —      | 5      | 0      |
| 2011/12     | Arsenal        | Premier League   | 29         | 6          | 4     | 0     | 7              | 0              | —      | —      | 40     | 6      |
| 2012/13     | Arsenal        | Premier League   | 29         | 0          | 3     | 1     | 7              | 0              | —      | —      | 39     | 1      |
| 2013/14     | Arsenal        | Premier League   | 14         | 0          | 5     | 0     | 2              | 0              | —      | —      | 21     | 0      |
| Club Totaal | Club Totaal    | Club Totaal      | 110        | 13         | 13    | 1     | 27             | 1              | 0      | 0      | 150    | 15     |
| 2014/15     | FC Barcelona   | Primera División | 1          | 0          | 0     | 0     | 0              | 0              | —      | —      | 1      | 0      |
| 2015/16     | FC Barcelona   | Primera División | 10         | 1          | 5     | 0     | 3              | 0              | 2      | 0      | 20     | 1      |
| Club Totaal | Club Totaal    | Club Totaal      | 11         | 1          | 5     | 0     | 3              | 0              | 2      | 0      | 21     | 1      |
| 2016/17     | → AS Roma      | Serie A          | 9          | 0          | 0     | 0     | 3              | 0              | —      | —      | 12     | 0      |
| Club Totaal | Club Totaal    | Club Totaal      | 9          | 0          | 0     | 0     | 3              | 0              | 0      | 0      | 12     | 0      |
| 2017/18     | FC Barcelona   | Primera División | 14         | 0          | 5     | 0     | 1              | 0              | 0      | 0      | 20     | 0      |
| 2018/19     | FC Barcelona   | Primera División | 9          | 0          | 1     | 0     | 2              | 0              | 0      | 0      | 12     | 0      |
| Club Totaal | Club Totaal    | Club Totaal      | 34         | 1          | 11    | 0     | 6              | 0              | 2      | 0      | 53     | 1      |
| 2019        | Vissel Kobe    | J1 League        | 8          | 0          | 4     | 0     | 0              | 0              | 0      | 0      | 12     | 0      |
| 2020        | Vissel Kobe    | J1 League        | 14         | 0          | 1     | 0     | 0              | 0              | 7      | 0      | 22     | 0      |
| 2021        | Vissel Kobe    | J1 League        | 23         | 1          | 1     | 0     | 0              | 0              | 0      | 0      | 24     | 1      |
| Club Totaal | Club Totaal    | Club Totaal      | 47         | 1          | 6     | 0     | 0              | 0              | 7      | 0      | 60     | 1      |
| TOTAAL      | TOTAAL         | TOTAAL           | 309        | 25         | 42    | 2     | 60             | 2              | 19     | 0      | 430    | 29     |

## Interlandcarrière

### Jeugdelftallen
Op 13 november 2002 maakte Vermaelen zijn debuut voor België onder 18 jaar. Op die dag speelde België onder 18 een vriendschappelijke wedstrijd tegen de leeftijdsgenoten uit Zwitserland. Met België onder 19 jaar nam Vermaelen in 2004 deel aan het EK -19 (2004). België kwam op dit toernooi niet verder dan de groepsfase. Vermaelen debuteerde op 18 augustus 2004 voor Jong België in een vriendschappelijke wedstrijd tegen Jong Noorwegen. Met Jong België wist Vermaelen zich niet te kwalificeren voor het EK voor spelers onder 21 jaar in 2006. In de kwalificatie play-off was Jong Oekraïne over twee wedstrijden te sterk. Vermaelen speelde in 2007 wel mee met Jong België op het EK -21 (2007). Op dat moment had hij al negen interlands voor de Rode Duivels achter zijn naam staan.

### Nationale elftal
Op 1 maart 2006 speelde hij op 20-jarige leeftijd zijn eerste wedstrijd voor de Rode Duivels, tegen Luxemburg. De concurrenten op zijn positie zijn onder anderen Jan Vertonghen en Nicolas Lombaerts. In oktober 2009 benoemde bondscoach Dick Advocaat hem tot aanvoerder van de Rode Duivels. Hij volgde hiermee Timmy Simons op. Vermaelen scoorde zijn eerste internationale doelpunt op 14 november 2009 in de vriendschappelijke wedstrijd tegen Hongarije. Hij trapte een assist van Eden Hazard binnen en wist zo de 2-0 te scoren.

#### WK 2014 Brazilië
Vermaelen maakte op 22 juni 2014, in de tweede groepswedstrijd tegen Rusland zijn debuut op een WK-eindronde. Vermaelen kreeg de voorkeur als linksback boven Vertonghen, die in de eerste groepswedstrijd tegen Algerije geen goede indruk achter liet. Hoewel Vermaelen een blessure opliep tijdens de warming-up, verscheen hij toch aan de start. In de eenendertigste minuut moest Vermaelen zich echter noodgedwongen laten wisselen vanwege zijn blessure.

#### EK 2016 Frankrijk
België wist zich als nummer een in haar groep te kwalificeren voor het EK van 2016. Vermaelen speelde in deze kwalificatiereeks slechts twee wedstrijden mee. In mei 2016 werd hij door Marc Wilmots opgenomen in de selectie voor het EK in Frankrijk. De Rode Duivels werden op dit EK ingedeeld in een groep met Italië, Ierland en Zweden. Wilmots koos voor Vermaelen en Alderweireld in het centrum van de verdediging. De eerste wedstrijd op het EK werd door de Rode Duivels met 2-0 verloren van Italië. België won vervolgens wel met 3-0 van Ierland en met 1-0 van Zweden waardoor het als nummer twee in de groep doorging naar de knock-out fase. In deze knock-out fase werden de Rode Duivels gekoppeld aan Hongarije. België won deze wedstrijd van Hongarije overtuigend met 4-0. Vermaelen pakte in deze wedstrijd zijn tweede gele kaart van het toernooi waardoor hij de wedstrijd tegen Wales in de kwartfinale moest missen. Wilmots kon in de wedstrijd tegen Wales ook geen beroep doen op Vertonghen, die eerder op de training gebleseerd was uitgevallen waardoor Alderweireld het centrale duo vormde met Jason Denayer en Jordan Lukaku speelde als linksback. België verloor de wedstrijd met 3-1 wat de uitschakeling betekende.

#### WK 2018 Rusland
Twee jaar later mocht hij ook mee als een van de drieëntwintig Rode Duivels naar het WK 2018. In de groepsfase mocht hij in de overbodige wedstrijd tegen Engeland één keer starten. In de kwartfinale tegel Brazilië viel hij tien minuten voor het einde in om de 1-2 zege veilig te stellen voor Chadli. Bij de wedstrijd voor de derde en vierde plaats tegen Engeland mocht hij na veertig minuten al invallen. België won met 2-0 en bereikte hiermee een historische bronzen WK-medaille.

#### EK 2020
Vermaelen nam deel aan het door COVID-19 pandemie uitgestelde EK 2020 in de zomer van 2021. Hij speelde mee in alle vijf wedstrijden van de Rode Duivels.

## Jeugdinterlands
| Jeugdinterlands van Thomas Vermaelen | Jeugdinterlands van Thomas Vermaelen | Jeugdinterlands van Thomas Vermaelen | Jeugdinterlands van Thomas Vermaelen | Jeugdinterlands van Thomas Vermaelen | Jeugdinterlands van Thomas Vermaelen |
| Team (№ interlands)                  | Datum                                | Wedstrijd                            | Uitslag                              | Soort Wedstrijd                      | Doelpunten                           |
| Als speler bij Germinal Beerschot    | Als speler bij Germinal Beerschot    | Als speler bij Germinal Beerschot    | Als speler bij Germinal Beerschot    | Als speler bij Germinal Beerschot    | Als speler bij Germinal Beerschot    |
| ------------------------------------ | ------------------------------------ | ------------------------------------ | ------------------------------------ | ------------------------------------ | ------------------------------------ |
| Onder 18 (1.)                        | 13 november 2002                     | België – Zwitserland                 | 1 – 3                                | Vriendschappelijk                    |                                      |
| Onder 18 (2.)                        | 9 januari 2003                       | Egypte – België                      | 0 - 3                                | Vriendschappelijk                    |                                      |
| Onder 18 (3.)                        | 3 maart 2003                         | België – Slovenië                    | 1 – 2                                | Vriendschappelijk                    |                                      |
| Onder 18 (4.)                        | 5 maart 2003                         | België – Slovenië                    | 0 – 1                                | Vriendschappelijk                    |                                      |
| Onder 18 (5.)                        | 16 april 2003                        | Nederland – België                   | 3 – 0                                | Vriendschappelijk                    |                                      |
| Als speler bij Ajax                  |                                      |                                      |                                      |                                      |                                      |
| Onder 19 (1.)                        | 18 november 2003                     | België – Nederland                   | 0 – 1                                | Vriendschappelijk                    |                                      |
| Onder 19 (2.)                        | 17 februari 2004                     | België – Duitsland                   | 0 – 0                                | Vriendschappelijk                    |                                      |
| Onder 19 (3.)                        | 19 mei 2004                          | Ierland – België                     | 0 – 1                                | Kwalificatie EK 2004                 |                                      |
| Onder 19 (4.)                        | 23 mei 2004                          | België – Servië en Montenegro        | 1 – 0                                | Kwalificatie EK 2004                 |                                      |
| Onder 19 (5.)                        | 13 juli 2004                         | Oekraïne – België                    | 0 – 0                                | EK 2004 groepsfase                   |                                      |
| Onder 19 (6.)                        | 15 juli 2004                         | Zwitserland – België                 | 2 – 0                                | EK 2004 groepsfase                   |                                      |
| Onder 19 (7.)                        | 18 juli 2004                         | Italië – België                      | 4 – 0                                | EK 2004 groepsfase                   |                                      |
| Onder 21 (1.)                        | 18 augustus 2004                     | Noorwegen – België                   | 2 – 3                                | Vriendschappelijk                    |                                      |
| Onder 21 (2.)                        | 9 oktober 2004                       | België – Bosnië en Herzegovina       | 3– 1                                 | Kwalificatie EK 2006                 |                                      |
| Onder 21 (3.)                        | 3 juni 2005                          | Servië en Montenegro – België        | 1 – 1                                | Kwalificatie EK 2006                 |                                      |
| Onder 21 (4.)                        | 17 augustus 2005                     | België – Griekenland                 | 0 – 1                                | Vriendschappelijk                    |                                      |
| Onder 21 (5.)                        | 2 september 2005                     | Bosnië en Herzegovina – België       | 1 – 1                                | Kwalificatie EK 2006                 |                                      |
| Onder 21 (6.)                        | 6 september 2005                     | België – San Marino                  | 5 – 0                                | Kwalificatie EK 2006                 |                                      |
| Onder 21 (7.)                        | 7 oktober 2005                       | België – Spanje                      | 1 – 0                                | Kwalificatie EK 2006                 | 65'                                  |
| Onder 21 (8.)                        | 11 oktober 2005                      | Litouwen – België                    | 1 – 2                                | Kwalificatie EK 2006                 |                                      |
| Onder 21 (9.)                        | 12 november 2005                     | Oekraïne – België                    | 2 – 3                                | Kwalificatie EK 2006                 |                                      |
| Onder 21 (10.)                       | 16 november 2005                     | België – Oekraïne                    | 1 – 3                                | Kwalificatie EK 2006                 |                                      |
| Onder 21 (11.)                       | 10 juni 2007                         | Portugal – België                    | 0 – 0                                | EK 2007 groepsfase                   |                                      |
| Onder 21 (12.)                       | 13 juni 2007                         | Israël – België                      | 0 – 1                                | EK 2007 groepsfase                   |                                      |

## Interlands
| Interlands van Thomas Vermaelen voor België | Interlands van Thomas Vermaelen voor België | Interlands van Thomas Vermaelen voor België | Interlands van Thomas Vermaelen voor België | Interlands van Thomas Vermaelen voor België | Interlands van Thomas Vermaelen voor België |
| No.                                         | Datum                                       | Wedstrijd                                   | Uitslag                                     | Soort Wedstrijd                             | Doelpunten                                  |
| Als speler bij Ajax                         | Als speler bij Ajax                         | Als speler bij Ajax                         | Als speler bij Ajax                         | Als speler bij Ajax                         | Als speler bij Ajax                         |
| ------------------------------------------- | ------------------------------------------- | ------------------------------------------- | ------------------------------------------- | ------------------------------------------- | ------------------------------------------- |
| 1.                                          | 1 maart 2006                                | Luxemburg – België                          | 0 – 2                                       | Vriendschappelijk                           | -                                           |
| 2.                                          | 11 mei 2006                                 | België – Saoedi-Arabië                      | 2 – 1                                       | Vriendschappelijk                           | -                                           |
| 3.                                          | 16 augustus 2006                            | België – Kazachstan                         | 0 – 0                                       | EK Kwalificatie 2008                        | -                                           |
| 4.                                          | 7 oktober 2006                              | Servië – België                             | 1 – 0                                       | EK Kwalificatie 2008                        | -                                           |
| 5.                                          | 11 oktober 2006                             | België – Azerbeidzjan                       | 3 – 0                                       | EK Kwalificatie 2008                        | -                                           |
| 6.                                          | 15 november 2006                            | België – Polen                              | 0 – 1                                       | EK Kwalificatie 2008                        | -                                           |
| 7.                                          | 7 februari 2007                             | België – Tsjechië                           | 0 – 2                                       | Vriendschappelijk                           | -                                           |
| 8.                                          | 2 juni 2007                                 | België – Portugal                           | 1 – 2                                       | EK Kwalificatie 2008                        | -                                           |
| 9.                                          | 6 juni 2007                                 | Finland – België                            | 2 – 0                                       | EK Kwalificatie 2008                        | -                                           |
| 10.                                         | 22 augustus 2007                            | België – Servië                             | 3 – 2                                       | EK Kwalificatie 2008                        | -                                           |
| 11.                                         | 12 september 2007                           | Kazachstan – België                         | 2 – 2                                       | EK Kwalificatie 2008                        | -                                           |
| 12.                                         | 26 maart 2008                               | België – Marokko                            | 1 – 4                                       | Vriendschappelijk                           | -                                           |
| 13.                                         | 6 september 2008                            | België – Estland                            | 3 – 2                                       | WK Kwalificatie 2010                        | -                                           |
| 14.                                         | 10 september 2008                           | Turkije – België                            | 1 – 1                                       | WK Kwalificatie 2010                        | -                                           |
| 15.                                         | 15 oktober 2008                             | België – Spanje                             | 1 – 2                                       | WK Kwalificatie 2010                        | -                                           |
| 16.                                         | 19 november 2008                            | Luxemburg – België                          | 1 – 1                                       | Vriendschappelijk                           | -                                           |
| 17.                                         | 11 februari 2009                            | België – Slovenië                           | 2 – 0                                       | Vriendschappelijk                           | -                                           |
| 18.                                         | 28 maart 2009                               | België – Bosnië en Herzegovina              | 2 – 4                                       | WK Kwalificatie 2010                        | -                                           |
| 19.                                         | 1 april 2009                                | Bosnië en Herzegovina – België              | 2 – 1                                       | WK Kwalificatie 2010                        | -                                           |
| 20.                                         | 29 mei 2009                                 | Chili – België                              | 1 – 1                                       | Kirin Cup 2009                              | -                                           |
| 21.                                         | 31 mei 2009                                 | Japan – België                              | 4 – 0                                       | Kirin Cup 2009                              | -                                           |
| Als speler bij Arsenal                      |                                             |                                             |                                             |                                             |                                             |
| 22.                                         | 12 augustus 2009                            | Tsjechië – België                           | 3 – 0                                       | Vriendschappelijk                           | -                                           |
| 23.                                         | 5 september 2009                            | Spanje – België                             | 5 – 0                                       | WK Kwalificatie 2010                        | -                                           |
| 24.                                         | 10 oktober 2009                             | België – Turkije                            | 2 – 0                                       | WK Kwalificatie 2010                        | -                                           |
| 25.                                         | 14 oktober 2009                             | Estland – België                            | 2 – 0                                       | WK Kwalificatie 2010                        | -                                           |
| 26.                                         | 14 november 2009                            | België – Hongarije                          | 3 – 0                                       | Vriendschappelijk                           | 61'                                         |
| 27.                                         | 17 november 2009                            | Qatar – België                              | 0 – 2                                       | Vriendschappelijk                           | -                                           |
| 28.                                         | 3 maart 2010                                | België – Kroatië                            | 0 – 1                                       | Vriendschappelijk                           | -                                           |
| 29.                                         | 11 augustus 2010                            | Finland – België                            | 1 – 0                                       | Vriendschappelijk                           | -                                           |
| 30.                                         | 3 september 2010                            | België – Duitsland                          | 0 – 1                                       | EK Kwalificatie 2012                        | -                                           |
| 31.                                         | 7 september 2010                            | Turkije – België                            | 3 – 2                                       | EK Kwalificatie 2012                        | -                                           |
| 32.                                         | 3 juni 2011                                 | België – Turkije                            | 1 – 1                                       | EK Kwalificatie 2012                        | -                                           |
| 33.                                         | 15 november 2011                            | Frankrijk – België                          | 0 – 0                                       | Vriendschappelijk                           | -                                           |
| 34.                                         | 29 februari 2012                            | Griekenland – België                        | 1 – 1                                       | Vriendschappelijk                           | -                                           |
| 35.                                         | 2 juni 2012                                 | Engeland – België                           | 1 – 0                                       | Vriendschappelijk                           | -                                           |
| 36.                                         | 15 augustus 2012                            | België – Nederland                          | 4 – 2                                       | Vriendschappelijk                           | -                                           |
| 37.                                         | 7 september 2012                            | Wales – België                              | 0 – 2                                       | WK Kwalificatie 2014                        | -                                           |
| 38.                                         | 11 september 2012                           | België – Kroatië                            | 1 – 1                                       | WK Kwalificatie 2014                        | -                                           |
| 39.                                         | 12 oktober 2012                             | Servië – België                             | 0 – 3                                       | WK Kwalificatie 2014                        | -                                           |
| 40.                                         | 16 oktober 2012                             | België – Schotland                          | 2 – 0                                       | WK Kwalificatie 2014                        | -                                           |
| 41.                                         | 22 maart 2013                               | Macedonië – België                          | 0 – 2                                       | WK Kwalificatie 2014                        | -                                           |
| 42.                                         | 26 maart 2013                               | België – Macedonië                          | 1 – 0                                       | WK Kwalificatie 2014                        | -                                           |
| 43.                                         | 29 mei 2013                                 | Verenigde Staten – België                   | 2 – 4                                       | Vriendschappelijk                           | -                                           |
| 44.                                         | 15 oktober 2013                             | België – Wales                              | 1 – 1                                       | WK Kwalificatie 2014                        | -                                           |
| 45.                                         | 14 november 2013                            | België – Colombia                           | 0 – 2                                       | Vriendschappelijk                           | -                                           |
| 46.                                         | 19 november 2013                            | België – Japan                              | 2 – 3                                       | Vriendschappelijk                           | -                                           |
| 47.                                         | 26 mei 2014                                 | België – Luxemburg                          | 5 – 1                                       | Vriendschappelijk                           | -                                           |
| 48.                                         | 1 juni 2014                                 | Zweden – België                             | 0 – 2                                       | Vriendschappelijk                           | -                                           |
| 49.                                         | 22 juni 2014                                | België – Rusland                            | 1 – 0                                       | WK 2014 groepsfase                          | -                                           |
| Als speler bij FC Barcelona                 |                                             |                                             |                                             |                                             |                                             |
| 50.                                         | 3 september 2015                            | België – Bosnië en Herzegovina              | 3 – 1                                       | EK Kwalificatie 2016                        | -                                           |
| 51.                                         | 6 september 2015                            | Tsjechië - België                           | 0 – 1                                       | EK Kwalificatie 2016                        | -                                           |
| 52.                                         | 29 maart 2016                               | Portugal – België                           | 2 – 1                                       | Vriendschappelijk                           | -                                           |
| 53.                                         | 28 mei 2016                                 | Zwitserland - België                        | 1 – 2                                       | Vriendschappelijk                           | -                                           |
| 54.                                         | 1 juni 2016                                 | België - Finland                            | 1 – 1                                       | Vriendschappelijk                           | -                                           |
| 55.                                         | 13 juni 2016                                | België – Italië                             | 0 – 2                                       | EK 2016 groepsfase                          | -                                           |
| 56.                                         | 28 juni 2016                                | België – Ierland                            | 3 – 0                                       | EK 2016 groepsfase                          | -                                           |
| 57.                                         | 22 juni 2016                                | Zweden – België                             | 0 – 1                                       | EK 2016 groepsfase                          | -                                           |
| 58.                                         | 26 juni 2016                                | Hongarije – België                          | 0 – 4                                       | EK 2016 achtste finale                      | -                                           |
| Als speler bij AS Roma                      |                                             |                                             |                                             |                                             |                                             |
| 59.                                         | 6 september 2016                            | Cyprus – België                             | 0 – 3                                       | WK Kwalificatie 2018                        | -                                           |
| 60.                                         | 28 maart 2017                               | Rusland – België                            | 3 – 3                                       | Vriendschappelijk                           | -                                           |
| 61.                                         | 5 juni 2017                                 | België – Tsjechië                           | 2 – 1                                       | Vriendschappelijk                           | -                                           |
| Als speler bij FC Barcelona                 |                                             |                                             |                                             |                                             |                                             |
| 62.                                         | 3 september 2017                            | Griekenland – België                        | 1 – 2                                       | WK Kwalificatie 2018                        | -                                           |
| 63.                                         | 7 oktober 2017                              | Bosnië en Herzegovina – België              | 3 – 4                                       | WK Kwalificatie 2018                        | -                                           |
| 64.                                         | 10 november 2017                            | België – Mexico                             | 3 – 3                                       | Vriendschappelijk                           | -                                           |
| 65.                                         | 14 november 2017                            | België – Japan                              | 1 – 0                                       | Vriendschappelijk                           | -                                           |
| 66.                                         | 27 maart 2018                               | België – Saoedi-Arabië                      | 4 – 0                                       | Vriendschappelijk                           | -                                           |
| 67.                                         | 28 juni 2018                                | Engeland – België                           | 0 – 1                                       | WK 2018 groepsfase                          | -                                           |
| 68.                                         | 6 juni 2018                                 | Brazilië – België                           | 1 – 2                                       | WK 2018 kwartfinale                         | -                                           |
| 69.                                         | 14 juni 2018                                | België – Engeland                           | 2 – 0                                       | WK 2018 troostfinale                        | -                                           |
| 70.                                         | 7 september 2018                            | Schotland – België                          | 0 – 4                                       | Vriendschappelijk                           | -                                           |
| 71.                                         | 12 oktober 2018                             | België – Zwitserland                        | 2 – 1                                       | UEFA Nations League 2018/19                 | -                                           |
| 72.                                         | 24 maart 2019                               | Cyprus – België                             | 0 – 2                                       | EK Kwalificatie 2020                        | -                                           |
| 73.                                         | 8 juni 2019                                 | België – Kazachstan                         | 3 – 0                                       | EK Kwalificatie 2020                        | -                                           |
| 74.                                         | 11 juni 2019                                | België – Schotland                          | 3 – 0                                       | EK Kwalificatie 2020                        | -                                           |
| Als speler bij Vissel Kobe                  |                                             |                                             |                                             |                                             |                                             |
| 75.                                         | 9 september 2019                            | Schotland – België                          | 0 – 4                                       | EK Kwalificatie 2020                        | 24'                                         |
| 76.                                         | 10 oktober 2019                             | België – San Marino                         | 9 – 0                                       | EK Kwalificatie 2020                        | -                                           |
| 77.                                         | 13 oktober 2019                             | Kazachstan – België                         | 0 – 2                                       | EK Kwalificatie 2020                        | -                                           |
| 78.                                         | 16 november 2019                            | Rusland – België                            | 1 – 4                                       | EK Kwalificatie 2020                        | -                                           |
| 79.                                         | 24 maart 2021                               | België – Wales                              | 3 – 1                                       | Kwalificatie WK 2022                        | -                                           |
| 80.                                         | 6 juni 2021                                 | België – Kroatië                            | 1 – 0                                       | Vriendschappelijk                           | -                                           |
| 81.                                         | 12 juni 2021                                | België - Rusland                            | 3 – 0                                       | EK 2020 groepsfase                          | -                                           |
| 82.                                         | 17 juni 2021                                | Denemarken - België                         | 1 – 2                                       | EK 2020 groepsfase                          | -                                           |
| 83.                                         | 21 juni 2021                                | Finland - België                            | 0 – 2                                       | EK 2020 groepsfase                          | -                                           |
| 84.                                         | 27 juni 2021                                | België - Portugal                           | 1 – 0                                       | EK 2020 achtste finale                      | -                                           |
| 85.                                         | 2 juli 2021                                 | België - Italië                             | 1 – 2                                       | EK 2020 kwartfinale                         | -                                           |
| Totaal                                      | Totaal                                      | Totaal                                      | Totaal                                      | Totaal                                      | 2                                           |

Bijgewerkt t/m 2 juli 2021

## Erelijst

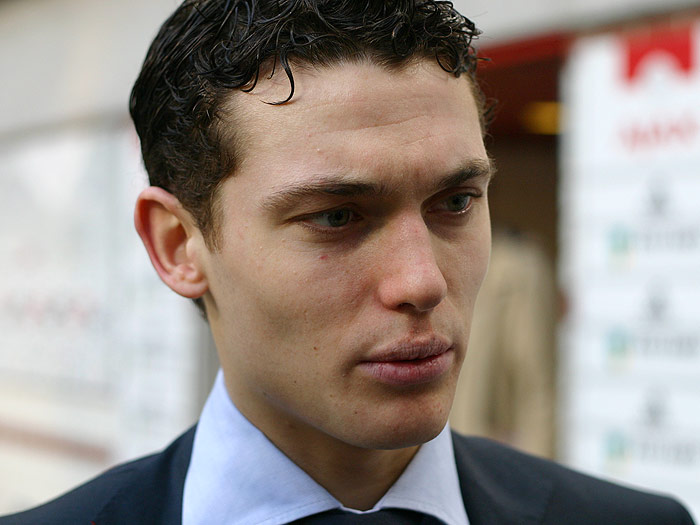
Thomas Vermaelen in 2006

| Competitie            |        |                                    |      |      |
| Competitie            | Aantal | Jaren                              |      |      |
| Ajax                  | Ajax   | Ajax                               | Ajax | Ajax |
| --------------------- | ------ | ---------------------------------- | ---- | ---- |
| Eredivisie            | 1      | 2003/04                            |      |      |
| KNVB beker            | 2      | 2005/06, 2006/07                   |      |      |
| Johan Cruijff Schaal  | 3      | 2005, 2006, 2007                   |      |      |
| Arsenal               |        |                                    |      |      |
| FA Cup                | 1      | 2013/14                            |      |      |
| FC Barcelona          |        |                                    |      |      |
| UEFA Champions League | 1      | 2014/15                            |      |      |
| UEFA Super Cup        | 1      | 2015                               |      |      |
| FIFA Club World Cup   | 1      | 2015                               |      |      |
| Primera División      | 4      | 2014/15, 2015/16, 2017/18, 2018/19 |      |      |
| Copa del Rey          | 3      | 2014/15, 2015/16, 2017/18          |      |      |
| Supercopa de España   | 1      | 2018                               |      |      |
| Vissel Kobe           |        |                                    |      |      |
| Emperor's Cup         | 1      | 2019                               |      |      |
| Fuji Xerox Super Cup  | 1      | 2020                               |      |      |

| Competitie | Winnaar | Winnaar | Runner-up | Runner-up | Derde  | Derde  |
| Competitie | Aantal  | Jaren   | Aantal    | Jaren     | Aantal | Jaren  |
| België     | België  | België  | België    | België    | België | België |
| ---------- | ------- | ------- | --------- | --------- | ------ | ------ |
| FIFA WK    |         |         |           |           | 1      | 2018   |

Individueel
| Engeland                            |   |         |
| PFA Premier League Team of the Year | 1 | 2009/10 |